# Algemeen meervoudig stemrecht

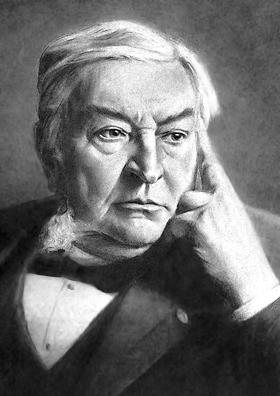
Auguste Beernaert (1829-1912) Belgisch katholiek politicus

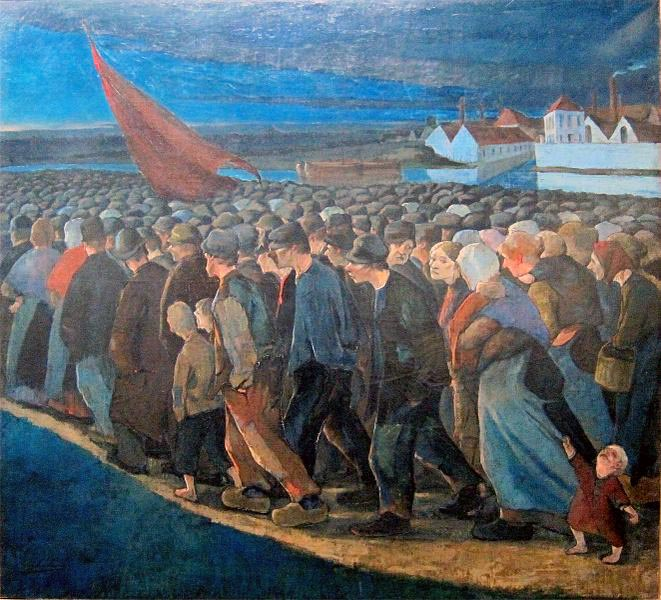
Un soir de grève (1893) door Eugène Laermans (1864-1940)

Het algemeen meervoudig stemrecht is in België ingevoerd in 1893 door Auguste Beernaert na een algemene staking en op vraag van de Belgische Werkliedenpartij met steun van sociaal-progressieve liberalen, op voorstel van volksvertegenwoordigers Albert Nyssens (Katholieke partij) en Émile Féron (liberale partij) .
De grondwetsherziening van 1893-1894 deed het aantal kiezers van 136.755 tot 1.370.678 toenemen. Voortaan had iedere mannelijke burger vanaf 25 jaar stemrecht. Het meervoudig stemrecht impliceerde dat bepaalde categorieën twee of meer stemmen kregen. Gezinshoofden die gehuwd waren en een woning in hun bezit hadden, eigenaars van onroerende goederen, houders van een spaarboekje en houders van een diploma hoger onderwijs kregen één of twee extra stemmen. Die extra stemmen kwamen vooral ten goede aan de bezittende klasse, mensen die eigendom hadden en de massa's bezitlozen als een bedreiging voor hun positie zagen. Tegenover 850.000 'eenvoudige' kiezers zonder eigendom of onderwijs stonden 1.240.000 stemmen van meervoudigen, uitgebracht door 290.000 kiezers met twee stemmen en 220.000 met drie stemmen.
De eerste parlementsverkiezingen met dit systeem vonden plaats in oktober 1894. Met de wet van 12 september 1895 op de gemeenteverkiezingen werd het meervoudig stemrecht ook van toepassing vanaf de gemeenteraadsverkiezingen van november 1895.
Het algemeen meervoudig stemrecht werd afgeschaft onder druk van de Belgische Werkliedenpartij in 1919, ten voordele van het algemeen enkelvoudig stemrecht voor mannen die ten minste 21 jaar waren. Onder een grondwettelijk meervoudig stemrecht verstaan sommigen een extra stemrecht van één ouder voor elk van zijn/haar kinderen.